# Péter Lenner
Péter Lenner (9 maggio 1987) è un ex giocatore di football americano ungherese che ha giocato nel ruolo di runningback.